# Kesikbeli-Karawanenroute
Die Kesikbeli-Route (auch Kesikbelen- oder Kesik-Beli-Route) ist ein alter Karawanen- und Handelsweg in der Südtürkei von Konya bzw. Kobadabad am Beyşehirsee im anatolischen Hochland über das Taurus-Gebirge nach Alanya und Antalya in der pamphylischen Küstenebene, der in der römischen Kaiserzeit zwischen den Provinzen Konya und Antalya eröffnet wurde. Die antike Straße wurde nach der Römerzeit vom seldschukischen Staat repariert und wiederverwendet. Die historische Straße verband Konya über die Standorte Demirkapı und Kesikbelen mit Antalya und Alanya via Manavgat bzw. Side, bestand allerdings aus verschiedenen Routen.

## Zur Geschichte der Route
Die Kesikbeli-Karawanenroute, in der Moderne auch als Gembos-Straße bezeichnet, die während der antiken griechischen, römischen und byzantinischen Zeit aktiv und stark genutzt wurde, erlebte vor allem unter den Seldschuken ihre Blütezeit. Zwischen den Jahren 1204 und 1243 während der Regierungszeit der seldschukischen Herrscher Kai-Chusrau I., Kai-Kawus I. und Ala ad-Din Kai-Qubad I., als in Kleinasien der Handel an Bedeutung gewann, wurden in Anatolien etwa vierzig Karawansereien gebaut. Die Gesamtzahl der von den Seldschuken in Anatolien gebauten Karawansereien beträgt etwa 90. Seldschukische Sultane legten großen Wert auf die Entwicklung des Handels in Anatolien. Waren, die damals sehr beliebt waren, wie Gewürze und Seidenstoffe, die per Schiff oder direkt aus Zentralasien kamen, wurden immer mit Karawanen von einem Ort zum anderen transportiert. Sicher ist, dass die Karawansereien aus der anatolischen Seldschukenzeit einen großen Beitrag zum Handelsleben des Landes und der Straßenrouten geleistet haben.

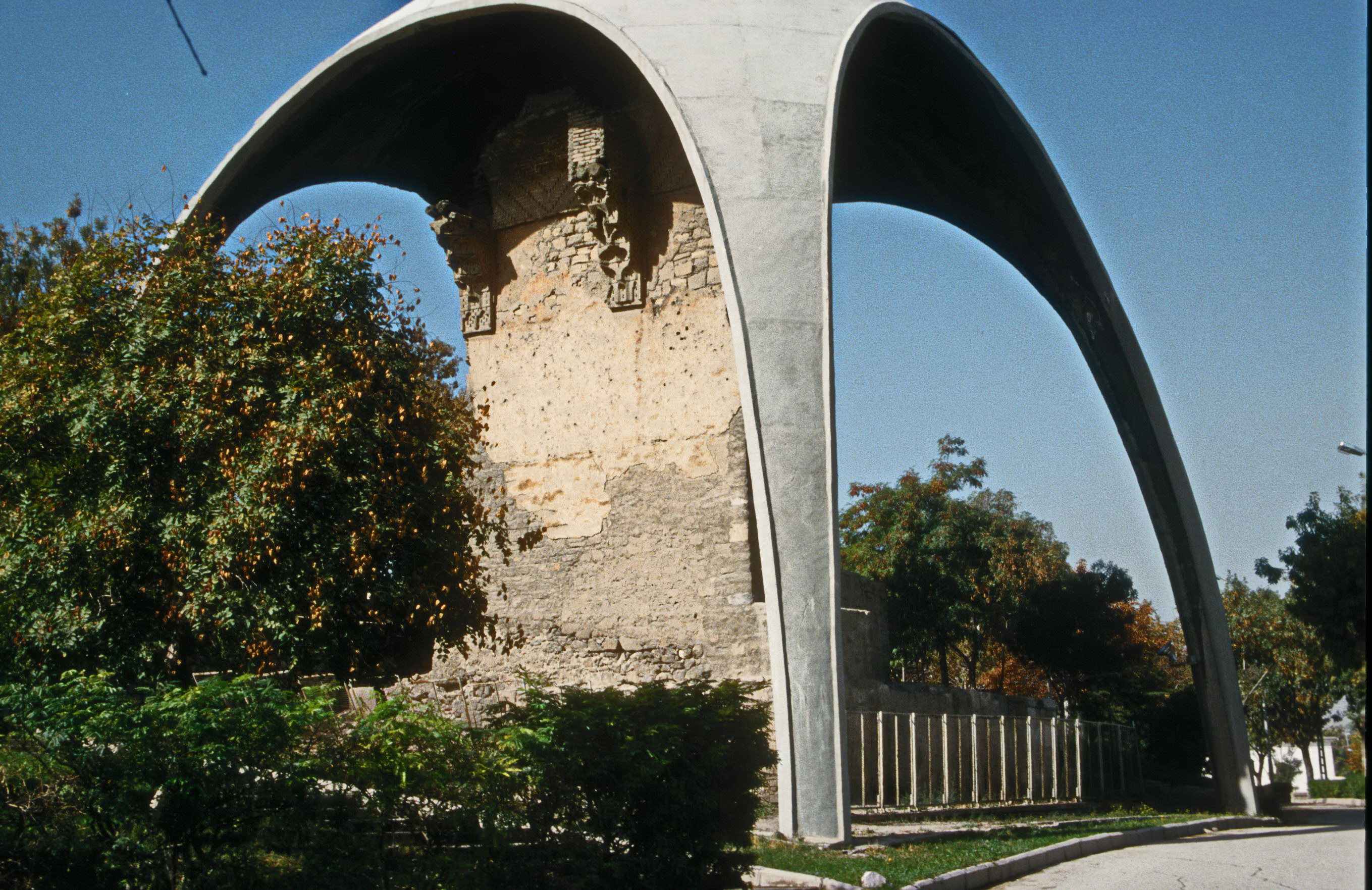
Von der einstigen Palastanlage der Seldschuken auf dem Alaeddin Tepesi sind nur noch ein paar geschützte spärliche Mauerreste neben der Alaeddin Camii erhalten.

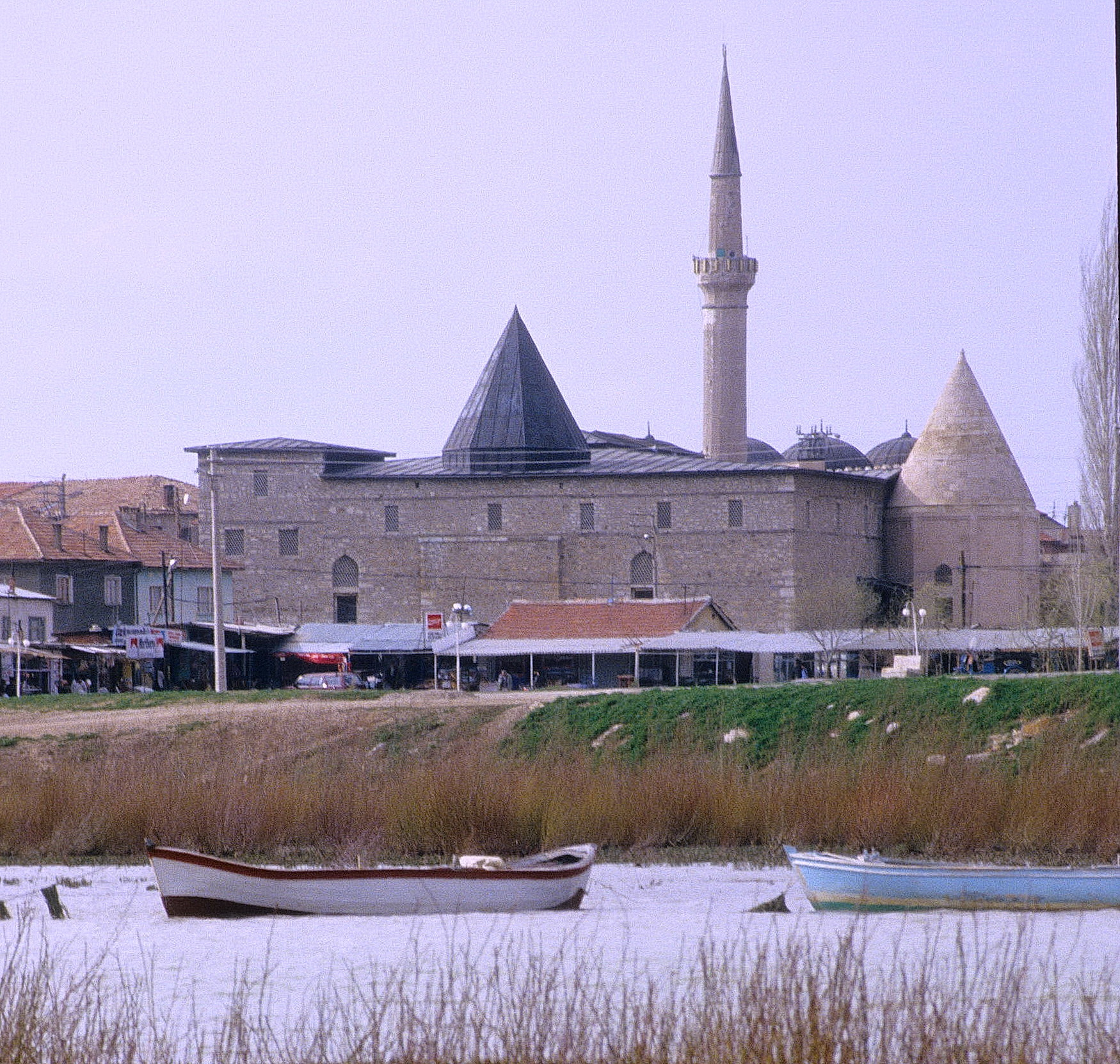
Aus der Zeit des lokalen Fürstentums Eşrefoğlu sind in Beyşehir am Beyşehir Gölü noch verschiedene bauliche Strukturen der Eşrefoğlu Külliyesi erhalten.

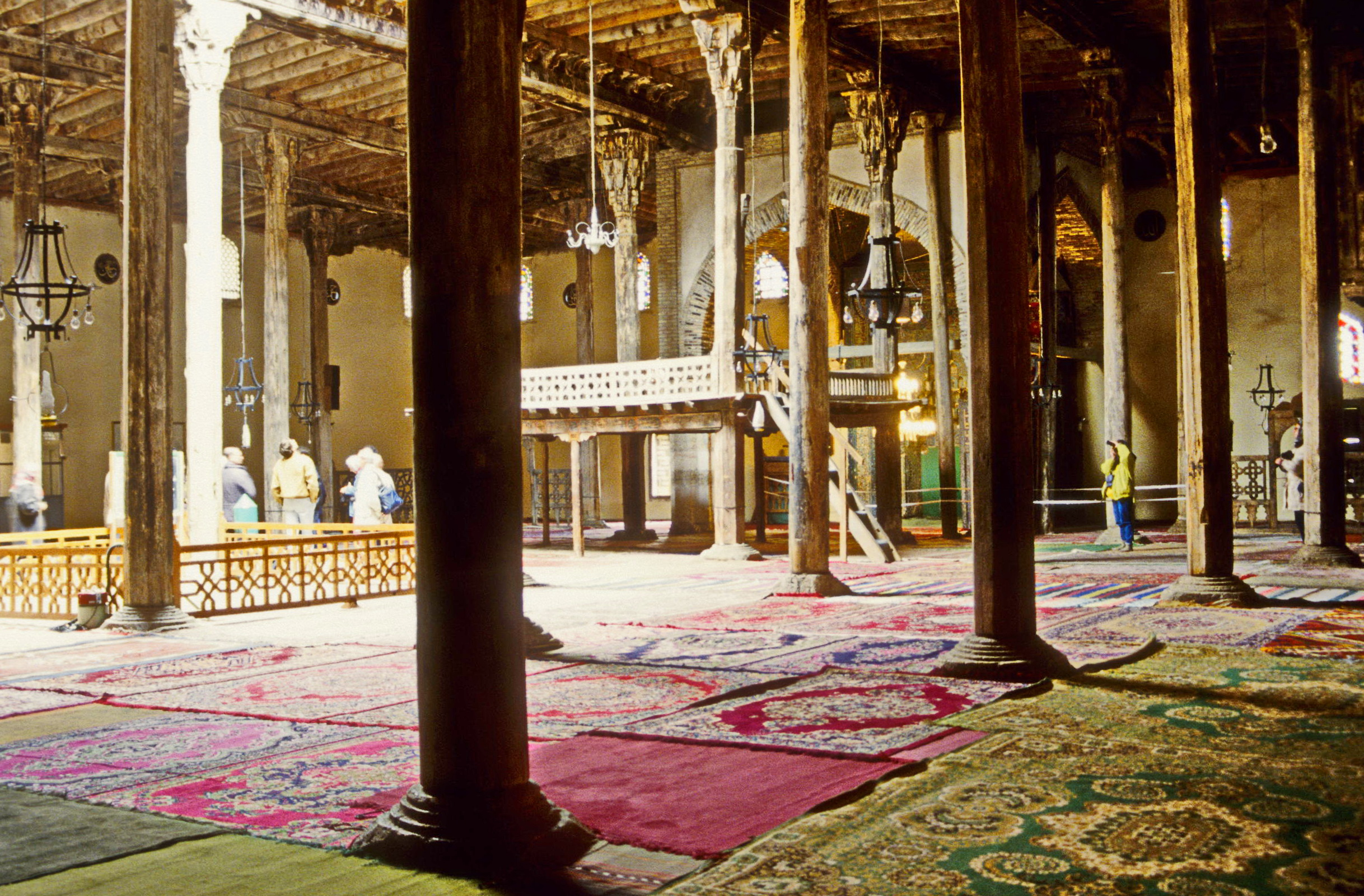
Die Eşrefoğlu Camii der Eşrefoğlu Külliyesi in Beyşehir ist eine der wenigen „Waldmoscheen“ (so genannt wegen des hölzernen „Säulenwaldes“) in der Türkei aus der Seldschukenzeit.

Angesichts der Tatsache, dass die seldschukische Karawanenroute zwischen Konya, wo heute – neben der Alaeddin Camii – auf dem Aladin-Hügel (Alahaddin Tepesi) nur noch spärlichste Reste des Sultanspalastes geschützt sind, und Alanya überwiegend über Beyşehir verlief, wirkte sie als ein wichtiger Faktor auch bei der Etablierung des turkmenischen Fürstentums Eşrefoğlu, eines der Nachfolge-Fürstentümer (Beyliks) des Seldschukenreiches am Beyşehir Gölü. Strukturen, wie die seldschukischen Karawansereien, die Ruinen der Stadt Karalis (Beyşehir; byzantinisch Skleros; später turkmenisch Viranşehir; unter den Eşrefoğulları Süleymanşehir; Beyşehir vor 1320) und des Kubadabad-Palastes (Kubadabad Sarayı), beeinflussten die Gründung des lokalen Fürstentums Eşrefoğlu im Umfeld des Beyşehirsees. Aus dieser Zeit sind dort noch verschiedene bauliche Strukturen der Eşrefoğlu Külliyesi erhalten, in erster Linie die sehenswerte Eşrefoğlu Camii (Eşrefoğlu-Moschee).
Unter den Osmanen wurde der historischen Straße keine große Bedeutung mehr beigemessen. Das Zentrum des Reiches lag nach 1453 in İstanbul, nicht mehr im inneranatolischen Konya. Lediglich im Jahr 1899, während der Regierungszeit des Großwesirs Avlonyalı Mehmet Ferit Pascha als Gouverneur von Konya, wurden Ausbau und Modernisierung der Route nach Ausschreibung an ein französisches Unternehmen vergeben, die Bauarbeiten allerdings durch den Tod des Auftragnehmers unterbrochen. Ihre Trasse wurde später teilweise von den Italienern für den Ausbau einer Antalya-Konya-Straße verwendet, der Bau allerdings 1914 aufgrund des Ausbruchs des Ersten Weltkriegs eingestellt und die Straße weitgehend ihrem Schicksal überlassen. Mit der Landfluchtbewegung seit Mitte des 20. Jahrhunderts erlitten die Regionen İbradı und Akseki, wo diese „Gembos-Straße“ (benannt nach der Gembos-Polje in der westlichen Taurusregion) verlief, einen deutlichen Bevölkerungsverlust, während die Bevölkerung von Seydişehir und Beyşehir zunahm. Dadurch gewann die nach den 1970er Jahren ausgebaute Konya-Seydişehir-Akseki-Antalya-Route an Bedeutung, während die alte Gembosverbindung aus der Planung verschwand, um Anfang des 21. Jahrhunderts erneut in den Fokus zu gelangen: Seit den 2015er Jahren wird der Ausbau der historischen Kesikbeli-Karawanenroute unter dem Namen Gembos Yolu mit Nachdruck in drei Projektteilen u. a. mit dem Bau des Demirkapı-Tunnels im Bezirk İbradı vorangetrieben, wobei vor allem die nördlichen Abschnitte der historischen Trasse für den Ausbau benutzt werden. Die neue Straße, die eine Alternative zur älteren Verbindung zwischen Konya und Antalya über Seydişehir, Akseki und Manavgat sein wird, wird auf der Route Konya–Beyşehir–Derebucak–Gembos die Gembos- und Eynif-Ebenen im Taurus durchqueren und mit der Küstenstraße bei Serik/Manavgat (Provinz Antalya) verbinden. Sie soll 2022 in Betrieb genommen werden.

## Die alten Trassen

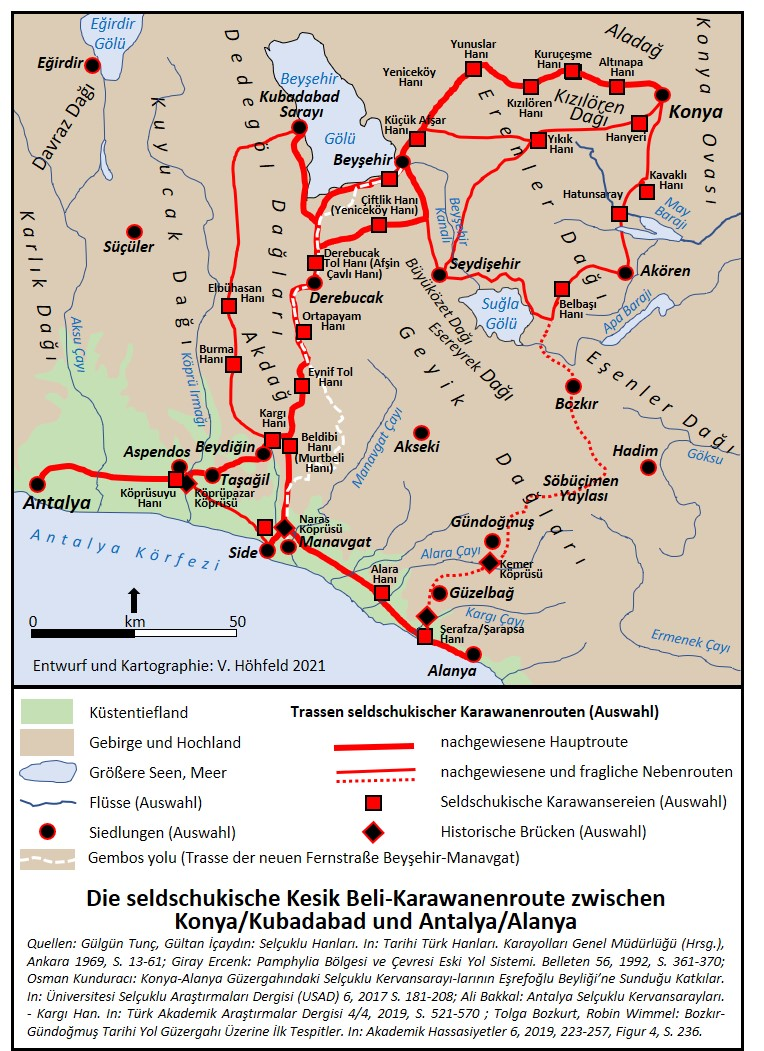
Die Kartenskizze zeigt den Verlauf der Hauptroute des seldschukischen Karawanenweges über den Kesikbeli-Pass im westlichen mittleren Taurus mit der Lage der entsprechenden Karawansereien zwischen Konya im zentralanatolischen Hochland bzw. Kubadabad am Beyşehir Gölü und den Küstenorten Antalya, Alanya und Side zusammen mit einigen Alternativrouten.

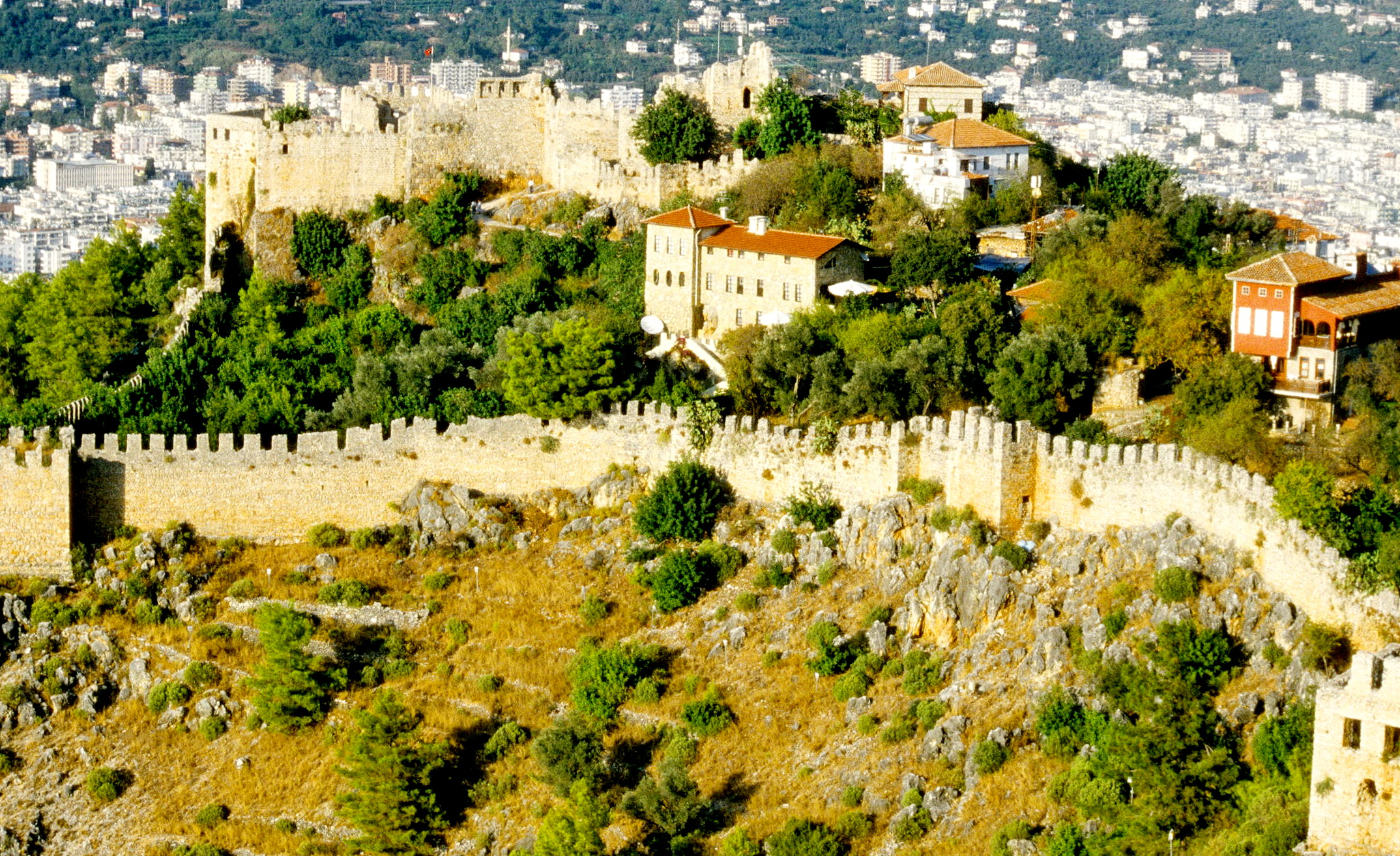
Auf einer felsigen Halbinsel erheben sich über Alanya am Rand der weitgehend verlassenen Altstadt die Ruinen und Mauerreste der seldschukischen Burganlage.

Mindestens drei Trassen verbanden die Hafenstadt Antalya und die Winterresidenz der seldschukischen Sultane von Rum auf der Burg von Alanya in der pamphylischen Ebene mit der seldschukischen Hauptstadt Konya im anatolischen Hochland und ihrer Sommerresidenz im Kubadabad Sarayı am Beyşehirsee:

### Die Route  über Gündoğmuş und Bozkır

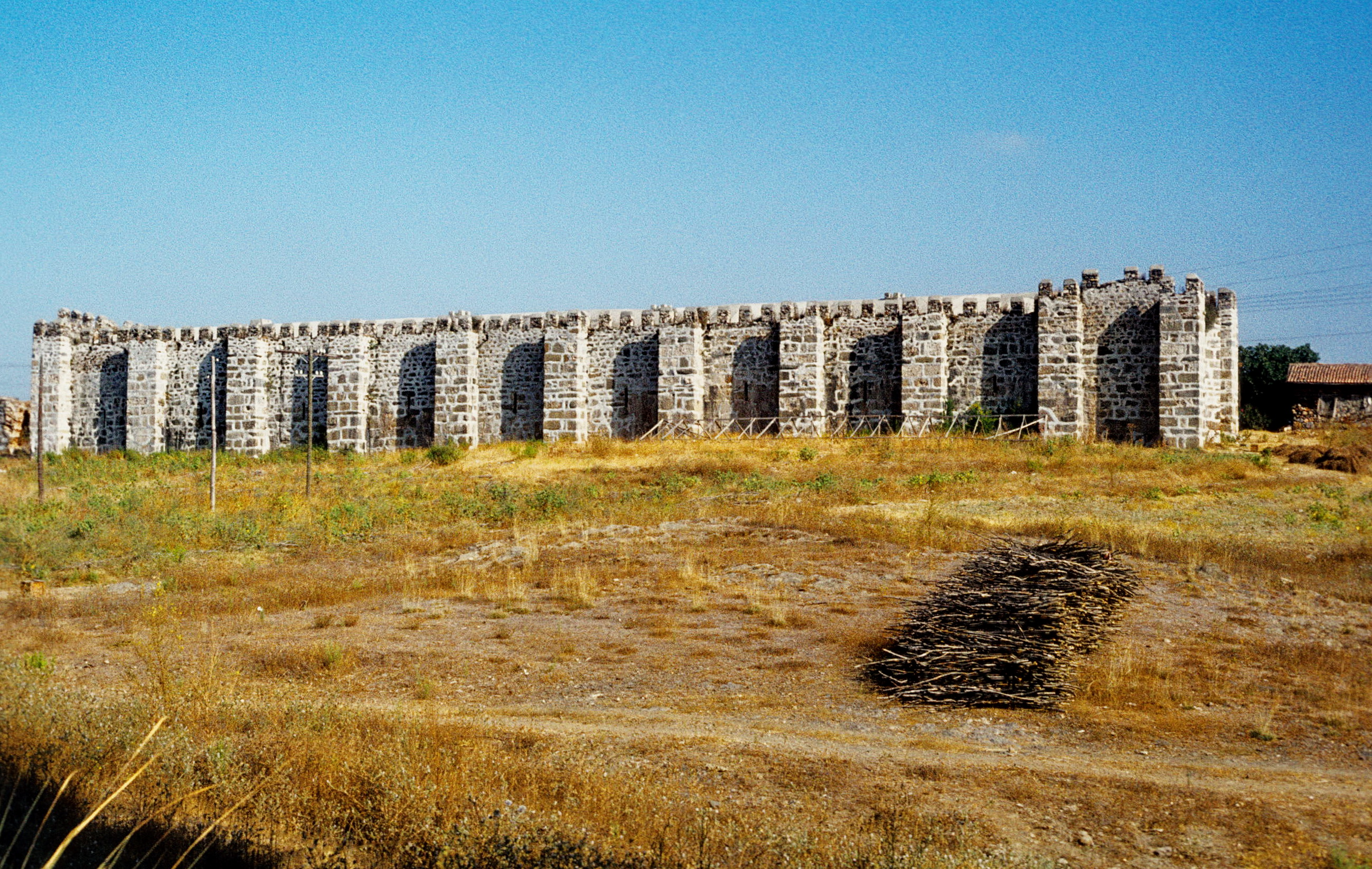
Der Şerafza Hanı liegt am östlichen Ast der Kesik Beli-Route, der parallel zur Küste des Mittelmeeres in Richtung auf Alanya verläuft. Er wurde um das Jahr 1237/8 im Auftrag des Seldschuken-Sultans Ghiyath ad-Din Kai-Chusrau II. errichtet.

Eine der historischen Routen verlief, ausgehend von Alanya (Koracesium) im Osten, westwärts zum Şerafza Han/Şarapsa Hanı, überquerte danach eine Brücke über den Kargı Çayı und bog von dort nach Norden ab über Güzelbağ sowie in der Nähe von Gündoğmuş über die Kemer Köprüsü den Alara Çayı querend. Danach erreicht der Weg das Dorf Narağacı, wo er auf kurze Distanz an Höhe gewann, ein Problem, das nach der Kemerbrücke durch Serpentinen der Straße und die Verwendung der Stufentechnik gelöst wurde. Dieser Teil wurde von den Einheimischen „Vierzig Serpentinen“ (Kırk Dönmeler) genannt. Nach dem Dorf Narağacı erreichte die Straße hinter dem Dorf Pembelik mit der Gündoğmuşluların Yaylası die Gelesandara-Hochebene auf einer Höhe von etwa 1600 m. Von hier aus führt die Route über den Boğaz Hanı und Baş Hanı zum Susam-Beli-Pass, wo sich die Route teilt. Der nördliche Routenast überquerte dann die Passage „Eisernes Tor“ (Demir Kapı) auf 2000 m Höhe und führte über die Straßenenge von Gücen über den heutigen Kreis Bozkır nach Ikonium (Konya). Die Trasse verlief dabei von der Gelesandara-Hochebene (Gelesandara Yaylası) im Kreis Gündoğmuş offenbar nordwärts über die Merdivenli Yaylası und die Hochebene des Susam-Beli-Passes zum Sarıot-Han. Ihre Spuren zwischen den Bäumen am Westhang des Gelesandra-Plateaus sind noch heute zu verfolgen. Zwischen Susam-Beli und Merdivenli-Plateau befindet sich ein historischer Friedhof. 25 km nach der Sarıot-Karawanserei stehen am Beginn des Gelesandara-Plateaus neben dem aktuellen Fahrweg die Reste des Gelesandara-Hans. Dessen Hauptgebäude, das bis vor kurzem von den Nomaden als „Zwischenstopp“ genutzt wurde, hatte man in den 2010er Jahren repariert, es steht aber seitdem ungenutzt. Offenbar sind die Karawansereien auf dem Gelsandra-Plateau und im Dorf Durak (mit dem Büyük Han) aufgrund ihrer gemeinsamen architektonischen Merkmale keine seldschukischen Hane, sondern Strukturen des 19. Jahrhunderts, die von Nomaden genutzt wurden, die die Wintermonate im Süden des Taurusgebirges und die Sommersaison im Hochland der Region Konya verbrachten.
Die Trasse erreichte dann den Kreis Bozkır in der Provinz Konya in der Nähe der Söbüçimen Yaylası. Die weitere Route nach Konya ist nicht ganz klar. Auch über die Baudaten der Karawansereien auf dieser Route z. B. bei Sariot und auf dem Weg zum Gelesandra-Plateau von Gündoğmuş über den Susam-Beli-Pass via Dorf Sorkun bei Bozkır und das Sarıot-Plateau liegen keine genauen Angaben vor. Diese Route wurde von den Dorfbewohnern zwischen Alanya und Manavgat, die heute noch ihre Transhumanz-Tradition fortsetzen, als Weg zur Yayla genutzt. Die Straße wurde mit nicht zu großen Steinen unregelmäßig gepflastert. Ihre Breite ist schmaler als die alternativer Routen und variiert zwischen 1 m und 1,5 m, verengt sich sogar an Passstellen, z. B. am Eisernen Tor, auf 60 cm. Sie wird immer noch von Zeit zu Zeit von Einheimischen in Stand gehalten. Regelmäßige Wartungs- und Reparaturarbeiten wurden bis in die 1960er Jahre fortgesetzt. Einigermaßen sicher ist freilich, dass dieser Weg von Bozkır via Gündoğmuş nach Alanya, den Sultan Ala ad-Din Kai-Qubad I. 1221 mit einer großen Anzahl von Soldaten einer mit schweren Waffen ausgestatteten seldschukischen Armee benutzte, nach der Eroberung Alanyas trotz der Kürze dieser Linie nicht populär wurde, auch wenn die Eroberung Alanyas für die Anlage einer Straße, die die Hauptstadt Konya mit dem Mittelmeer verband, im 13. Jahrhundert zunächst entscheidend war.
Es ist allerdings bekannt, dass außer Karawanen, die Sesam aus Manavgat und Alanya transportierten und Getreide aus der Region Konya zurückbrachten, auch Nomaden bis in die frühen republikanischen Jahre diese Straße über Bozkır und Gündoğmuş benutzten. Eine Karte in den osmanischen Archiven des Premierministers vom 31. März 1920 belegt die Tatsache, dass damals eine Straße Bozkır via Gündoğmuş mit Alanya verband, die zu den Karawanen-Lieferstrecken gehörte, und bestätigt, dass diese historische Strecke ihre Bedeutung bis in die letzten osmanischen Jahre bewahrt hat.

### Die Kesikbeli-Route

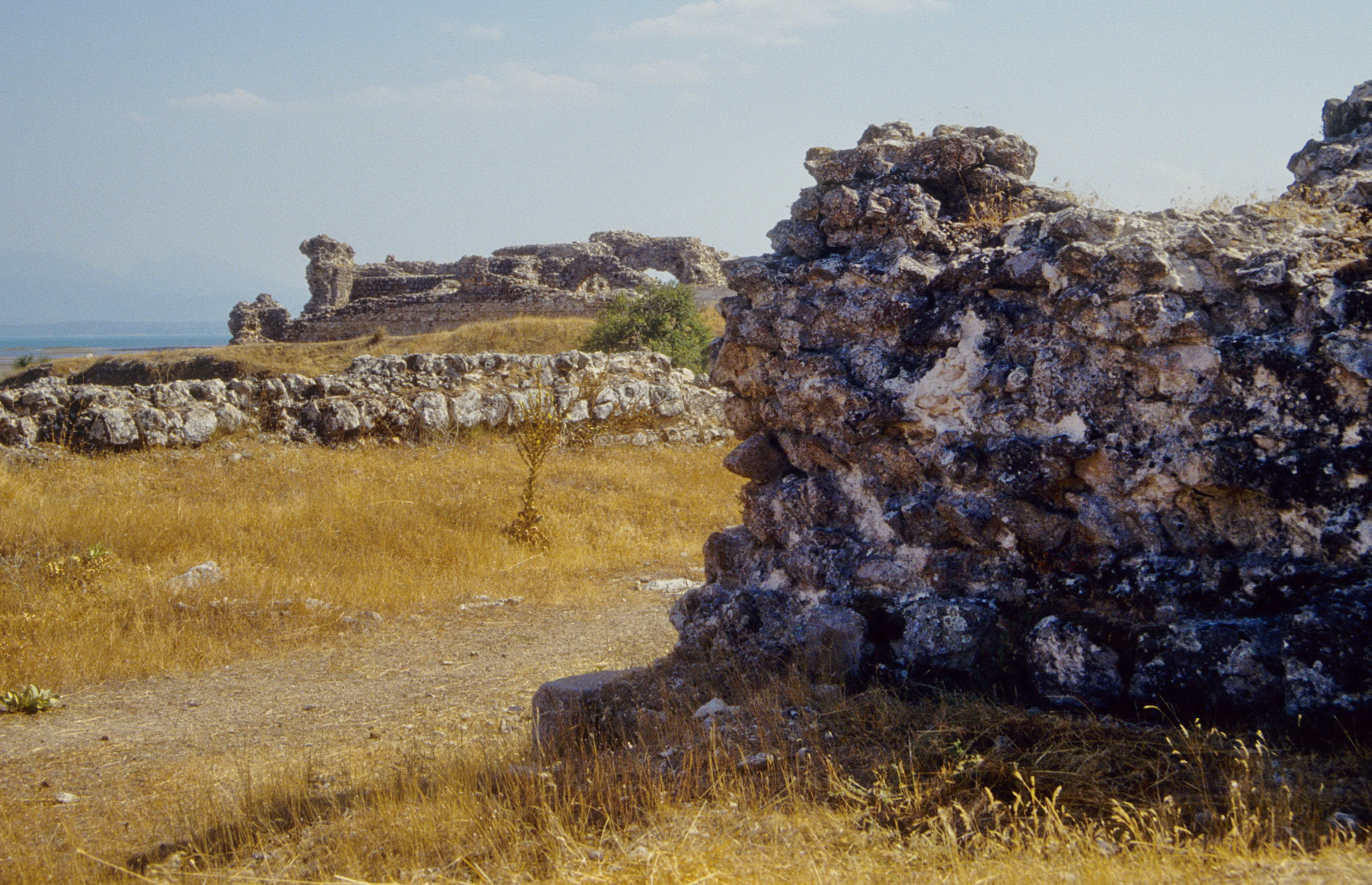
Der im Auftrag von Alaeddin Keykubad I (1220–1236) erbaute Kubadabad-Palastkomplex ist das einzige anatolische seldschukische Palastgebäude, das bis heute überdauert hat, allerdings nur als Ruine.

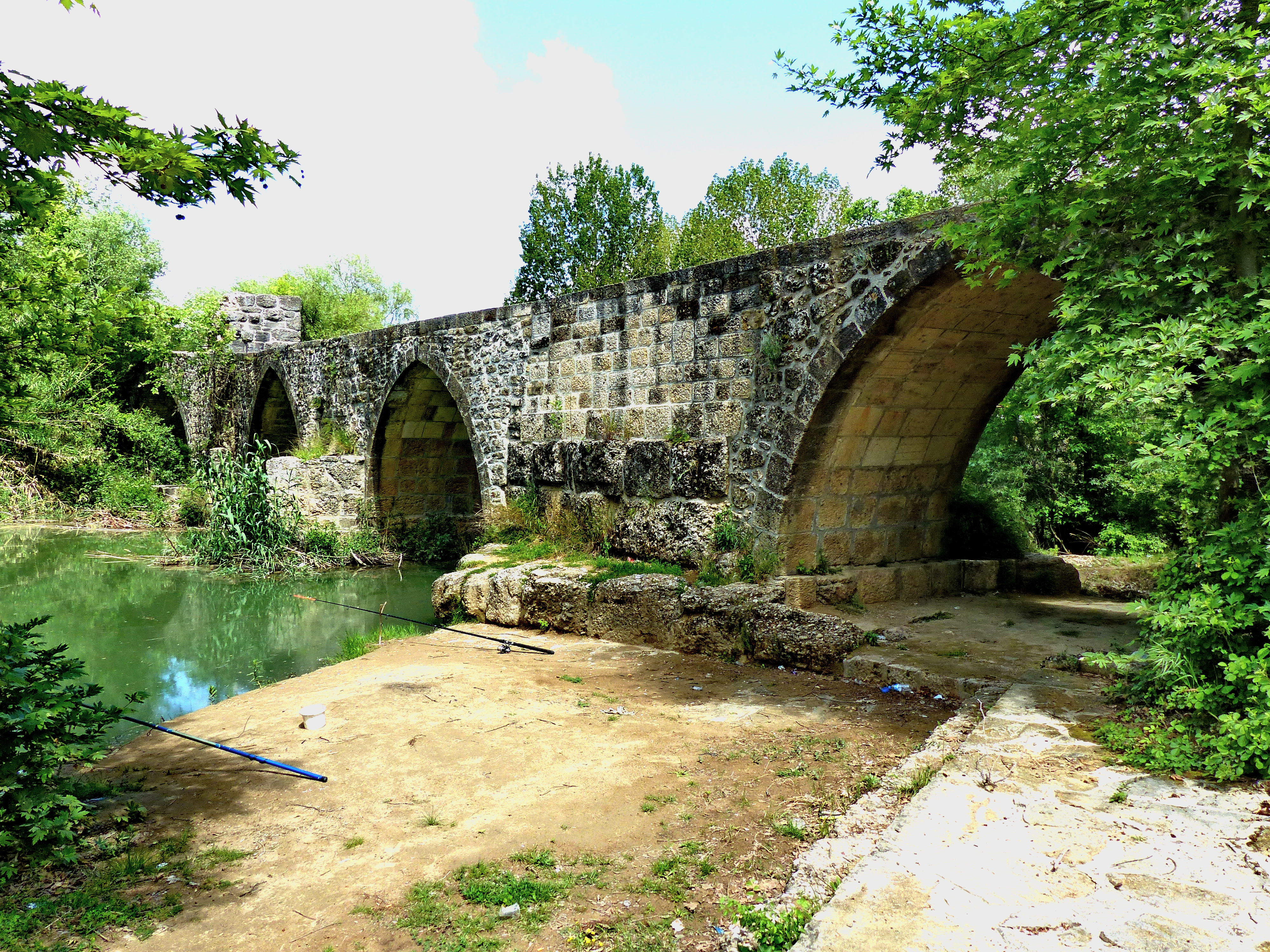
Die Naras-Brücke, Teil eines Aquädukts aus der römischen Kaiserzeit (2. Jahrhundert) in der Nähe des Ortes Dikmen, wurde im 13. Jahrhundert von den Seldschuken zu einer Brücke über den Naras Çayı umgebaut.

Andererseits deutet die nachweislich hohe Dichte an Karawansereis entlang einer anderen Route zwischen Konya und Antalya im Zusammenhang mit dem Bau einer wichtigen Palastsiedlung wie Kubadâbâd (1235) an der Südwestküste des Beyşehir-Sees sowie des Malanda Köşks, das sich auf einem Plateau südwestlich davon befindet, auf eine neue alternative Trassierung hin, die während der Herrschaft von Sultan Ala ad-Din Kai Kobad I. (1219–1237) zwischen dem Hochland und der Küstenebene durch den Taurus angelegt wurde und sich, nachdem sie das pamphylische Tiefland erreicht hatte, in Richtung Manavgat und Antalya im Westen bzw. Alara Hanı und Alanya im Osten aufteilte.

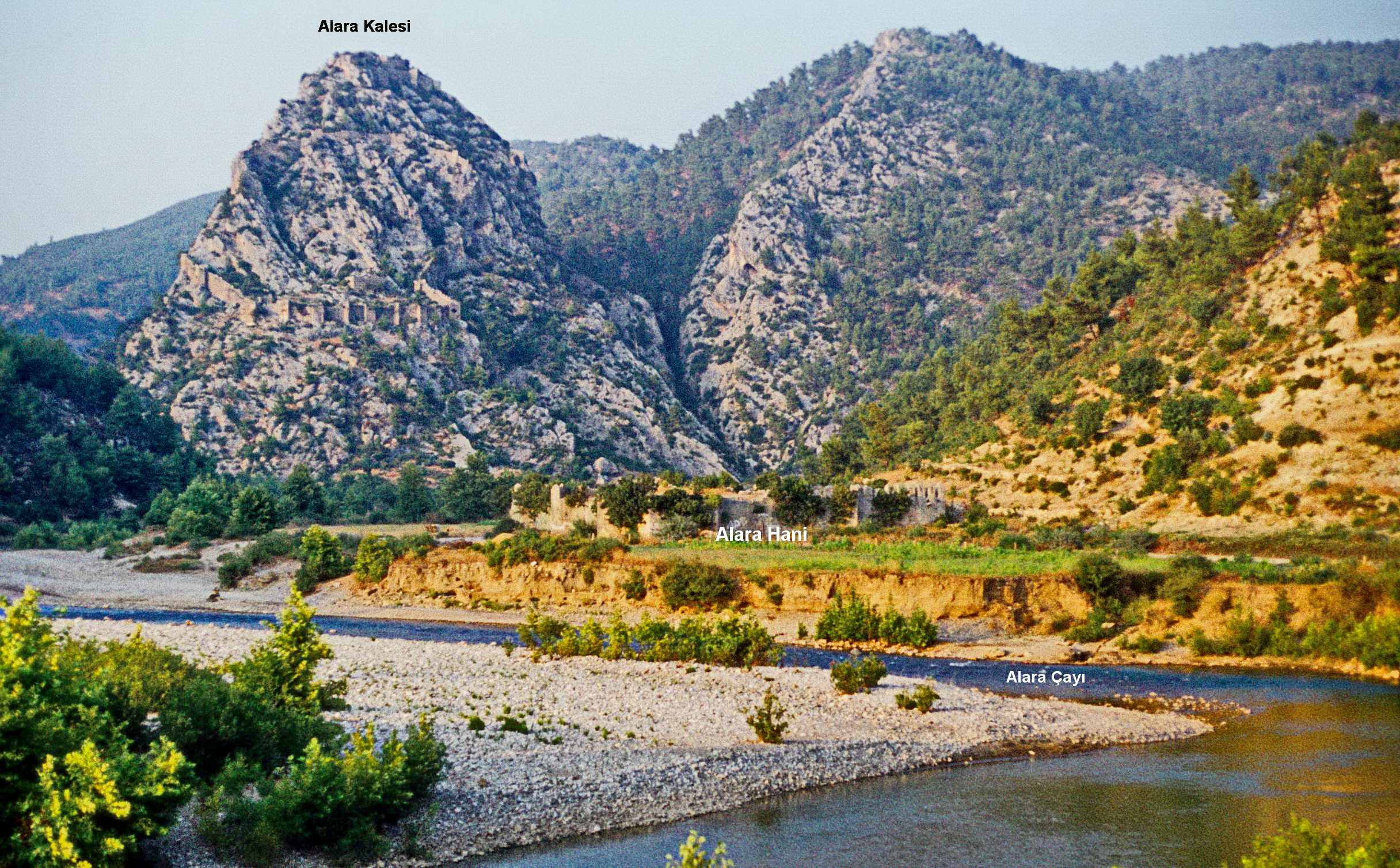
Der Alara Han liegt östlich von Manavgat in den südlichen Ausläufern des Taurusgebirges im Tal des Alara Çayı unweit unterhalb der byzantinischen Burg Alara Kalesi und diente als Herberge auf der alten Handelsverbindung von Alanya nach Konya

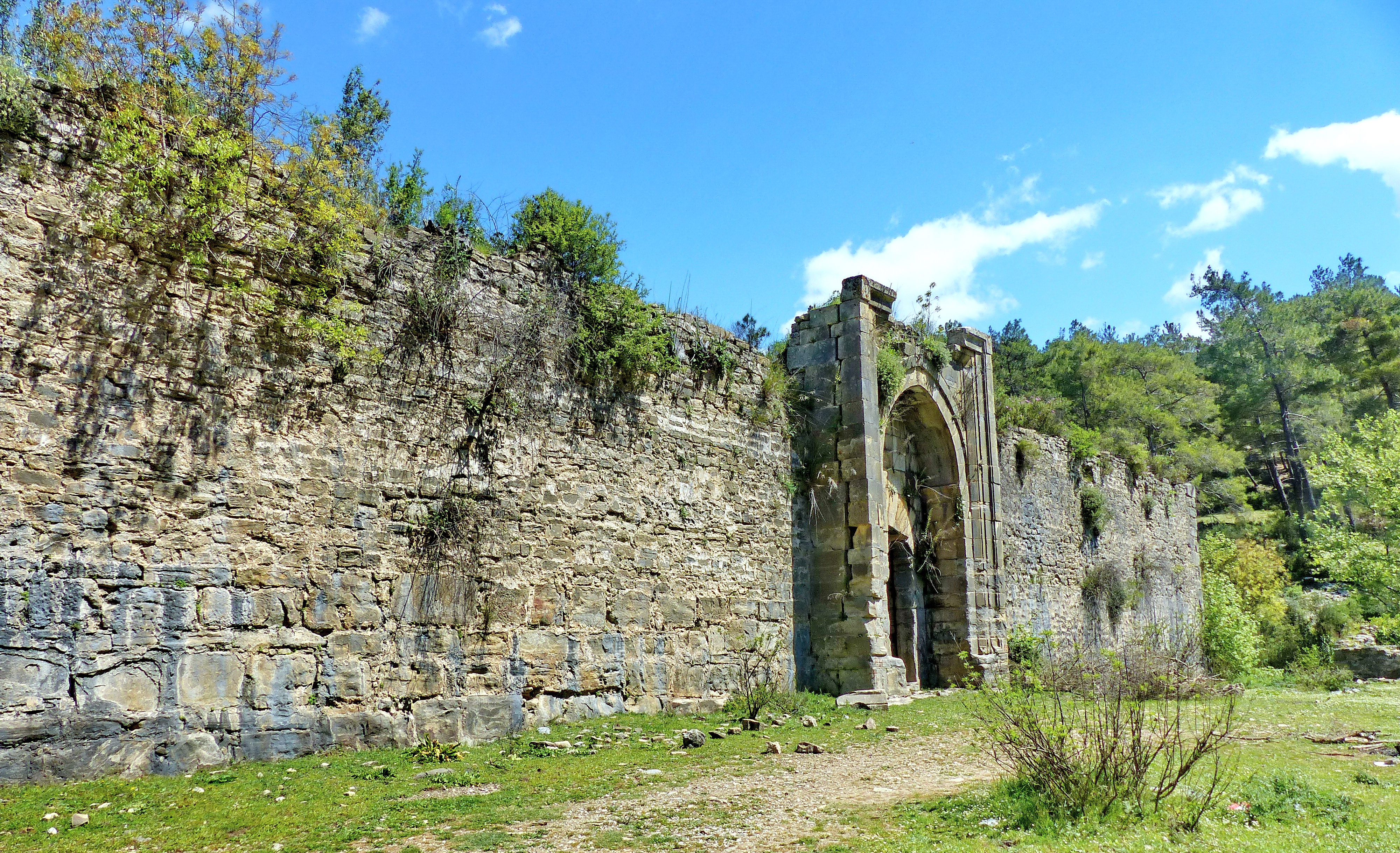
Die Karawanserei des Kargı Hanı am Naras Çayı an der türkischen Staatsstraße D687 ist gemäß ihrem Baustil auf den seldschukischen Sultan Gıyaseddin Keyhüsrev (1236–1246) zurückzuführen.

Dazu wurde im 13. Jahrhundert im Hochland die Trasse von Konya nach Alanya über eine Eğirdir- und Seydişehir-Route nach Westen erweitert, obwohl sie von der Entfernung her länger war. Da sich Side als Hafenstadt seit der Antike den Charakter einer der bedeutendsten Städte der östlichen Mittelmeer-Küstenregion bewahrt hatte, wurde der Ort der wichtigste Ein- und Ausstiegspunkt von Süd-Nord-Verbindungsstraßen. Diese Straße, die Side mit Zentralanatolien verband, überquerte die „Naras-Brücke“ am Naras Suyu, der von Westen in den Manavgat-Fluss mündet, und erreichte über Erymna (Ormana) und Etenna (Sırt Köy) die alte Stadt Seleukia (Pamphylien) direkt oberhalb des Dorfes Şıhlar und den Murtbeli Tol Hanı (Beldibi Hanı). Die weiterführende Straße wurde am Standort „At İzi“ (Pferdeweg) mit einer von Aspendos über den Kargı Hanı laufenden Linie verbunden, die weiter nach Lykaonien verlief. Dieser Kreuzungspunkt „At İzi“ wurde passierbar gemacht, indem ein hohes Felsmassiv vertikal und horizontal geöffnet wurde, so dass die Straße hier aus blockigem Felsboden besteht. Um diesen Felsboden zu überwinden, wurden kleine Stufen angelegt, die den Transport mit Lasttieren allerdings erschwerten. Diese steile Passage nannten die Einheimischen „Pferdeweg“ („At Izi“). Mit diesem durch die Öffnung eines Felsmassivs passierbaren gemachten Straßenabschnitt wurde für Fußgänger und Lasttiere ein Straßenstück geschaffen, das über weite Strecken komplett gepflastert war. Nach dem „At Izi“ passierte man den Ort Çaltılı und erreichte den nach einer Legende „Ali Kesiği“ benannten Kesikbeli-Pass auf 1500 Metern Höhe, einen 4–5 m breiten und 30 m langen, von Hand während der Lyderzeit als Drainagekanal geschaffenen Felsdurchbruch, um regionale Überschwemmungen durch Schmelzwasser zu verhindern. Man erreichte dadurch von Pınarbaşı und Yukarı Kayalar aus leichter die Gembos-Ebene und die Antalya-Route und damit bald darauf den Knotenpunkt mit der Route über den Kargı Hanı.

### Die Route über den Kargı Hanı

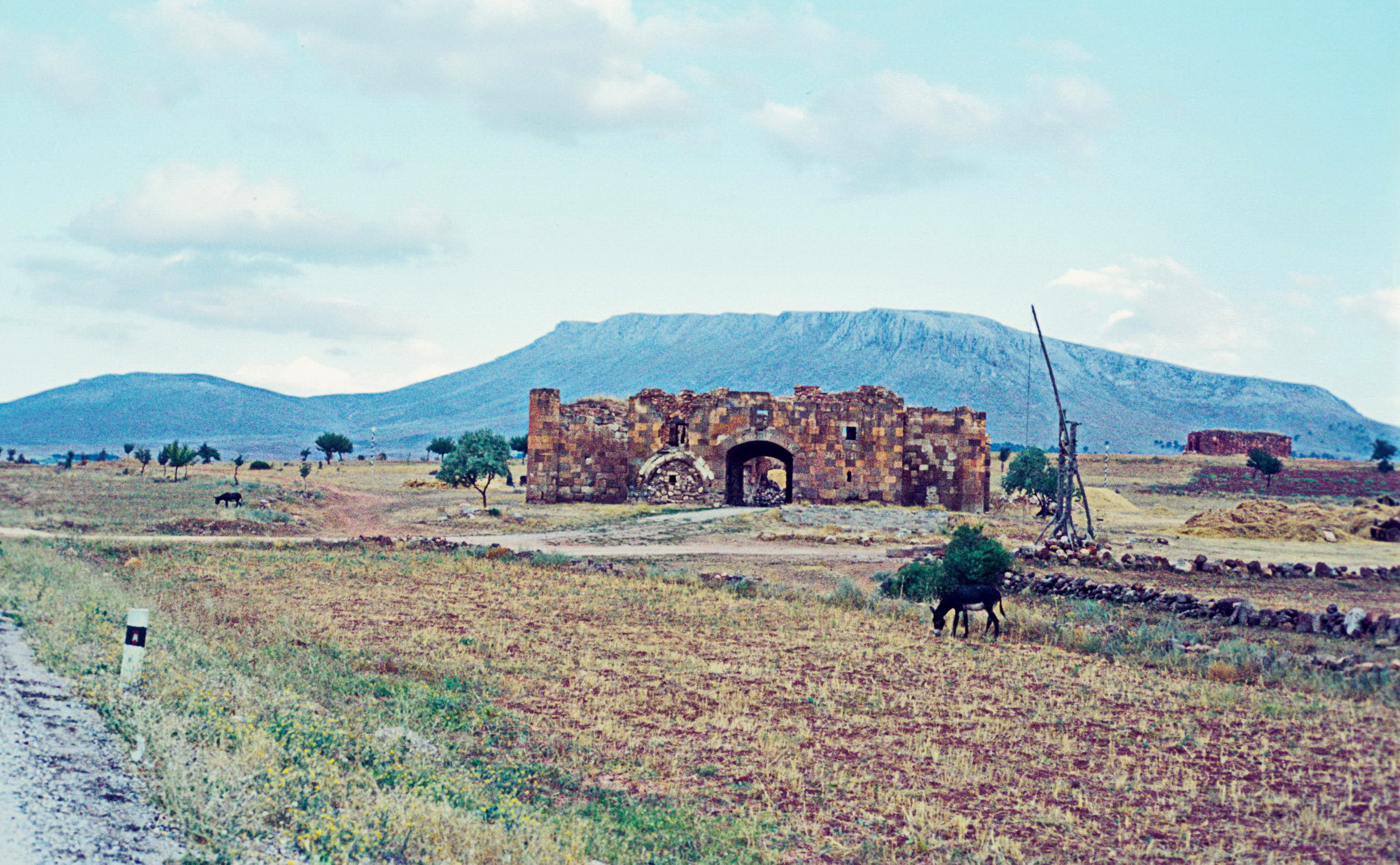
Im Vordergrund steht die Karawanserei des Kızılören Hanı beim Dorf Kızılören südlich der Nationalstraße D330 zwischen Beyşehir und Konya im Jahre 1972; im Hintergrund rechts erkennt man den Küçük Kızılören Han, ebenfalls vermutlich aus der seldschukischen Zeit.

Dieser alternative Zweig über den Kargı Hanı verlief von Antalya kommend zunächst ostwärts und dann, ohne Side zu tangieren, über den Eurymedon (Köprüçay) und östlich der Aspendos-Brücke in der Nähe der Dörfer Taşağıl und Çardak vorbei, erreichte im Norden des Dorfes Beydiğin den Kargı Han, der offenbar als Knoten- und Kreuzungspunkt mit weiteren Routen diente, und mündete bei „At İzi“ in der Nähe des Beldibi-Hans auf die vorherige von Side kommende Route. Beide Trassen galten in seldschukischer Zeit als die Hauptrouten zwischen den Küstenzentren Antalya bzw. Alanya und Konya. Die darauf nordwärts folgende Trasse benutzt dann geschickt die langgestreckten intramontanen Beckenstrukturen und Talschaften, wie die Eynif Ovası, die Ortapayam Ovası nördlich von İbradi und die Derebucak Ovası zwischen Akdağ (Gebirgszug östlich Antalya), Manastır Tepesi und Atyatağı Tepesi, die weitgehend nord-süd-gerichtet die Übergänge über die einzelnen Ketten der Dedegöl Dağları innerhalb der östlichen Kurve von Isparta südlich des Beyşehir-Sees ermöglichen. Nach dem Kesikbeli-Pass steigt man über die südöstlichen Ausläufer des Akdağ zu Eynif-Ova (Ova = Ebene) hinunter und passiert dabei eine in Fels gehauene Stele (Meilenstein?), von den Einheimischen „Mädchenstein“ genannt, weil junge Nomadenfrauen Tücher oder Lumpen in der Hoffnung hinterlassen, damit Heirats- oder Geburts-Probleme lösen zu können. Danach erreicht man am südöstlichen Ende der Eynif-Ebene den Eynif Tol Hanı, die erste Karawanserei im Norden nach dem Kargı Han, von der nur noch ein Teil steht. Nach Eynif, Üzümcü und Sobuca passiert man die Karawanserei von Tepsili und Dalkatıran (Ortapayam Hanı), steigt nach Gembos (Derebucak) auf und erreicht von dort über den Derebucak Tol Hanı (Afşın Çavlı Hanı), die Gembos Ovası und den Yenice Çiftlik Hanı, das südliche Ende des Beyşehir-Sees und damit den Anschluss Richtung Konya via Beyşehir, Küçük Avşar Köyü Hanı, Yunuslar Hanı, Kızılören Hanı, Kuruçeşme Hanı und Altınapa Hanı.
Dieser Teil der Straße ist eine alte Transitroute, die in der römischen Kaiserzeit zwischen den Provinzen Antalya und Konya eröffnet wurde und damals als wichtiger militärischer Übergang über den Taurus diente. Sie wurde im 13. Jahrhundert vom seldschukischen Staat repariert, unter der Bezeichnung Kesikbelen Kervan Yolu wiederverwendet und endete in der Nähe des seldschukischen Kubadabad-Palastes bei Beyşehir, verband aber zugleich die Küstenorte Antalya und Alanya über Demirkapı und Kesikbelen via Beyşehir mit dem seldschukischen Zentrum Konya. Die Kesikbelen-Karawananeroute verlor ihre Bedeutung während des Osmanischen Reiches und wurde nicht mehr genutzt. Ihre Trasse wurde später aber teilweise von den Italienern für den Bau der Antalya-Konya-Straße verwendet, der Bau allerdings 1914 aufgrund des Ausbruchs des Ersten Weltkriegs eingestellt, so dass ein Teil der Karawanenstraße im Gelände erhalten blieb. Der unter dem Seldschukensultan Gıyâseddin Keyküsrev II gestiftete Kargı Han und elf historische Wegedurchbrüche (Engstellen) haben deshalb bis heute überlebt.

## Die Karawansereien auf der Hauptroute
Obwohl die Karawansereien, die ihren Ursprung in den als Grenzposten errichteten Ribats (militärischen Festungen) hatten, meist Unterkünfte für Handelskarawanen waren, wirken sie von außen betrachtet wie Burgen. Diese monumentalen Handelsbauten der anatolischen seldschukischen Architektur demonstrieren die Entwicklung des seldschukischen Staates im 13. Jahrhundert auch als Handelsmacht. Diese Bauwerke, die in der Regel aus bearbeitetem Steinmaterial gebaut wurden, sind Komplexe mit monumentalen Eingangstoren, hohen, von Strebepfeilern getragenen Körpermauern und steinernen Gewölbedecken, die an den Handelswegen der Seldschukenzeit liegen, die die anatolische Geographie von Ost nach West und von Nord nach Süd durchziehen. Man unterscheidet üblicherweise vier verschiedene Gruppen je nach Sommer- (offener Bau/Hof) und Winterhof (überdachter Bau/Han): Karawansereien mit Hof, ohne Hof, mit offenen und geschlossenen Höfen nebeneinander oder in konzentrisch angelegten Baukörpern, in denen beide Höfe ineinandergreifen, wobei der Typ mit einem einzigen geschlossenen Hof und einem einzigen Schiff selten anzutreffen ist.
Hier nochmals eine Auflistung der einzelnen seldschukischen Karawansereien in der Reihenfolge der Kesikbeli-Karawanenroute zwischen Konya und der Mittelmeerküste bei Alanya bzw. Side und Aspendos:

### Zwischen Konya und Beyşehir
- Altınapa Hanı
- Kuruçeşme Hanı
- Kızılören Hanı
- Yunuslar Hanı
- Küçük Avşar Köyü Hanı

### Zwischen Beyşehir und Manavgat
- Yenice Çiftlik Hanı
- Derebucak Tol Hanı
- Ortapayam Hanı
- Eynif Tol Hanı
- Murtbeli Tol Hanı
- Kargı Hanı

### Zwischen Antalya und Alanya
- Köprüsuyu Hanı
- Alara Hanı
- Şerafza (Şarapsa Han, Serapsu) Hanı